# Jonathan Kirsch
Jonathan Kirsch (geboren 19. Dezember 1949 in Los Angeles) ist ein US-amerikanischer Jurist und Schriftsteller.

## Leben
Jonathan Kirsch ist ein Sohn des Schriftstellers Robert Kirsch und der Lehrerin Dvora Heller. Er besuchte die High School in Culver City und studierte Russisch und Jüdische Geschichte an der  University of California, Santa Cruz mit einem Abschluss als B.A. Er studierte ab 1976 Jura an der Loyola University School of Law und wurde zum Juris Doctor promoviert.
Kirsch arbeitet als Anwalt und lehrt als Adjunct Professor am Professional Publishing Institute der New York University. Er war mehrfach jeweils für ein Jahr Präsident des US-amerikanischen PEN. Er schreibt unter anderem für Newsweek, The New Republic, Los Angeles magazine, The Jewish Journal und Publishers Weekly. Er veröffentlichte, Stand 2021, 13 Bücher, darunter zwei Romane sowie eine politische Biografie des Attentäters Herschel Grynszpan.
Kirsch ist mit der Psychotherapeutin Ann Benjamin verheiratet. Der Sohn Adam Kirsch ist Literaturkritiker und Schriftsteller.

## Werke (Auswahl)
- Bad Moon Rising. 1977
- Lovers in a Winter Circle. Scarborough, Ont. : New American Library of Canada, 1978
- Harlot by the Side of the Road: Forbidden Tales of the Bible. New York : Ballantine Books, 1998
- Moses: A Life. New York : Ballantine Books, 1999
- King David: The Real Life of the Man who Ruled Israel. New York : Ballantine Books, 2001
- The Woman who Laughed at God: The Untold History of the Jewish People. Penguin Reprint edition, 2002
- God Against the Gods: The History of the War Between Monotheism and Polytheism. Viking Adult, 2004, ISBN 0-670-03286-7
- Kirsch's Handbook Of Publishing Law : For Authors, Publishers, Editors And Agents. Silman-James Pr, 2005
- A History of the End of the World: How the Most Controversial Book in the Bible Changed the Course of Western Civilization. New York : HarperOne, 2006
- The Grand Inquisitor's Manual: A History of Terror in the Name of God. New York : HarperOne, 2008
- The Short, Strange Life of Herschel Grynszpan: A Boy Avenger, a Nazi Diplomat, and a Murder in Paris. New York : Liveright, 2013

Zeitschriftenaufsätze